# Teleopsis sykesii
Teleopsis sykesii är en tvåvingeart som först beskrevs av John Obadiah Westwood 1837.  Teleopsis sykesii ingår i släktet Teleopsis och familjen Diopsidae. Inga underarter finns listade i Catalogue of Life.